# Mamadou Gaye
Pour les articles homonymes, voir Gaye (homonymie).
 (juillet 2017).
Mamadou Gaye, né le 9 septembre 1975 à Dakar, est un militant antiraciste et un défenseur des droits de l’homme. Arrivé en France à l'âge de 10 ans, il a été un des responsables de SOS Racisme et un acteur important de la lutte antiraciste en France. Il a notamment participé à la reconnaissance de la pratique du testing en France.
Diplômé du Master Communication des entreprises et des institutions du CELSA - Paris IV Sorbonne, il est, depuis septembre 2017, Directeur de l’Alliance française de Salvador de Bahia, au Brésil.

## SOS Racisme
Il s’engage en 1996 au sein de l’association dans le combat contre les discriminations à l’entrée des discothèques après avoir mené des opérations de solidarité internationale « Banlieues du Monde » initiées par SOS Racisme. Fort de cette expérience, il participe à la fondation et au lancement de l’association Banlieues du Monde.
Il est ensuite chargé de mission par la FIDL pour la mise en place et l'animation de la campagne nationale contre la violence dans les lycées "Plus puissant que la violence, le respect".
Parlant couramment l’anglais, l’espagnol et l’italien, il se voit ensuite (1996-1998) confier la responsabilité des Relations Internationales au sein de l’association antiraciste. Il assure, à ce titre, le secrétariat de la Fédération Internationale de SOS Racisme (FISR). Il représente et intervient pour le compte de l’association dans de nombreuses conférences internationales, dont la Conférence mondiale contre le racisme, la discrimination raciale, la xénophobie et l’intolérance qui y est associée.
Sous la présidence de Malek Boutih, il est chargé de l’animation des comités locaux de SOS Racisme pour lesquels il organise et appuie les relations avec les collectivités locales et le bureau national de l’association. Il participe à la création de comités locaux et coordonne plusieurs opérations nationales de testing (loisirs, emploi, logement…). Il assure notamment l’organisation de la participation des comités locaux aux conseils nationaux et congrès de l’association.
Il devient par la suite Secrétaire Général de l’association et coordonne l’activité du bureau national et assure les liaisons avec les partis politiques, les syndicats et les associations pour le compte de l’association.
Il prend la responsabilité de l’opération « Ça va être possible » visant à obtenir l’embauche de jeunes diplômés issus de l’immigration au sein des grandes entreprises françaises (AXA,Schneider Electric, Suez, McDonald’s, Saint-Gobain). Cette opération constitue alors la première marche vers la charte de la diversité dans l’entreprise initiée par Claude Bébéar, président du Conseil de Surveillance du groupe AXA.

## TBWA/Corporate
Il rejoint ensuite le département communication emploi de l’agence TBWA Corporate en tant que Chef de Projet diversité dans l’entreprise (ethnique, Homme/Femme et handicap). Il développe l’axe diversité dans l’entreprise au sein de l’agence en mettant en place une offre d’auto-test pour les entreprises baptisée "Jobtesting". Il plaide pour une responsabilisation des entreprises en matière de lutte contre les discriminations et pour la diversité dans l’esprit d’une démarche de responsabilité sociale des entreprises (RSE). 

## Groupe Orbus
En 2007, Mamadou intervient auprès de Pierre Bellanger au sein du groupe Orbus en qualité de directeur des affaires publiques. Il est chargé des relations avec le Conseil supérieur de l'audiovisuel et les pouvoirs publics au sens large (ministères, parlementaires, maires, etc.). Il a, lors de l'élection présidentielle de 2007, organisé la venue à la radio des candidats Ségolène Royal, François Bayrou et Nicolas Sarkozy.

## Nouvelle Cour
En 2010, il prend la direction de Nouvelle Cour, une agence de conseil en communication, qui vise l’insertion professionnelle de jeunes diplômés, située à La Courneuve en Seine-Saint-Denis. Pendant les cinq années qui suivront, il définit le positionnement de l’agence, gère les relations institutionnelles et le suivi des partenariats. Il encadre et forme 15 personnes qui deviendront de futurs chefs de projets en communication, prêts à entrer sur le marché de l’emploi. Sa stratégie en matière de développement commercial et de communication portera ses fruits avec une évolution constante et croissante du chiffre d’affaires de l’agence et une reconnaissance et une légitimité dans le secteur du conseil en communication.

## Stratégies & Influence
Il fonde en 2016 une entreprise spécialisée dans le conseil aux organisations et aux entreprises. Il accompagne, en tant que facilitateur, des grands groupes et des organisations dans leur transformation culturelle.

## Alliance française de Salvador de Bahia (Brésil)
En septembre 2017, il devient le directeur de l'Alliance française de Salvador de Bahia au Brésil.